# Mikuru Asahina
Mikuru Asahina (朝比奈 みくる?, Asahina Mikuru) è uno dei personaggi della serie di light novel La malinconia di Haruhi Suzumiya di Nagaru Tanigawa e del manga e dell'anime da essa tratti. È doppiata in originale da Yūko Gotō, mentre la voce italiana è di Valentina Favazza.

## Biografia
Considerata una delle ragazza più belle della scuola (tanto che Haruhi la definisce "moe" la prima volta che la presenta a Kyon), Mikuru è estremamente popolare fra i ragazzi, anche se lei continua ad essere terribilmente timida e facile all'imbarazzo e afferma di non aver mai avuto un ragazzo. Prima di essere costretta ad unirsi alle Brigata SOS, era un membro del club di calligrafia. La sua migliore amica è la spumeggiante Tsuruya, sua compagna di classe: entrambe hanno un anno più di Kyon e Haruhi, ma Mikuru sembra più piccola nell'aspetto fisico. A differenza di Haruhi e di Yuki, Mikuru non è particolarmente portata per gli sport.
Mikuru è in realtà una viaggiatrice del tempo, mandata nel passato per investigare riguardo ad un massiccio spostamento delle linee temporali avvenuto tre anni prima, la causa del quale è Haruhi. A causa di quegli eventi, viaggiare nel tempo prima di quel punto è diventato impossibile, dato che secondo la teoria di Koizumi secondo cui Haruhi è una divinità, il nostro mondo è stato proprio creato tre anni prima. Per via della pericolosità dell'andare avanti e indietro nel tempo, Mikuru deve attenersi fermamente a determinate regole, e alcune informazioni sul futuro non possono assolutamente trapelare. Ovviamente Mikuru non può neppure intraprendere relazioni sentimentali con persone non appartenenti al suo tempo, e questo rappresenta un problema serio in quanto la ragazza ha sviluppato una leggera infatuazione per Kyon. Dal canto suo, Kyon è molto protettivo nei confronti della ragazza, cosa che rende terribilmente gelosa (e di conseguenza pericolosa) Haruhi.
Di carattere Mikuru è timida e riservata, con una ingenuità tipicamente infantile, oltre che molto educata, gentile e premurosa. Haruhi, la cui personalità è praticamente all'opposto, la coinvolge sempre in attività imbarazzanti o strane, come nell'occasione in cui per promuovere la Brigata SOS, le due ragazze vestite da conigliette sexy distribuivano volantini all'ingresso della scuola. Spesso Mikuru è considerata da Haruhi come un giocattolo, tanto che la veste con costumi a suo piacimento solo per divertimento, e Kyon cerca spesso di evitarlo. Nonostante ciò Mikuru, anche per via del proprio compito come ispettrice nel passato, rimane fedele ad Haruhi e alla Brigata SOS, anche grazie ad una incredibile capacità di recupero dalle situazioni più imbarazzanti o pericolose.
Durante la storia compare anche la Mikuru del futuro, che torna indietro nel tempo da un punto più avanti di quello da cui proviene la Mikuru che si vede di solito ed è quindi più grande di età, e talvolta viene nel tempo della storia principale senza farsi vedere dall'altra sé stessa. È con la comparsa della Mikuru del futuro che Kyon ha la prova che lei sia veramente una viaggiatrice del tempo: infatti gli fa vedere un neo a forma di stella sul petto dicendo che era stato proprio Kyon a farglielo notare, non capendo che in realtà Kyon gliel'aveva fatto notare solo dopo la comparsa della Mikuru più grande. Quindi vedendo poi quel neo sulla Mikuru più piccola Kyon ha la prova che anche l'altra è la stessa persona, e non viceversa. La Mikuru del futuro compare di solito per dare dritte a Kyon o fargli capire qualcosa riguardo ad Haruhi.

## Accoglienza
Nel marzo 2018 si è tenuto un sondaggio sul sito Goo Ranking riguardante i personaggi maid più amati dai giapponesi e Mikuru Asahina è arrivata al secondo posto con 194 voti.